# Match des étoiles de la Ligue majeure de baseball 2015
Le match des étoiles de la Ligue majeure de baseball 2015 (2015 Major League Baseball All-Star Game) est la 86e édition de cette opposition entre les meilleurs joueurs de la Ligue américaine et de la Ligue nationale, les deux composantes des Ligues majeures de baseball (MLB).
Le match est joué en le 14 juillet 2015 au Great American Ball Park de Cincinnati, Ohio, aux États-Unis, tel qu'annoncé par le baseball majeur le 23 janvier 2013, et est précédé, au même endroit, du match des étoiles du futur le 12 juillet et du concours de coups de circuit le 13 juillet. L'avantage du terrain pour la Série mondiale prévue à l'automne 2015 était à l'enjeu lors de ce match.
Il est remporté par les étoiles de la Ligue américaine pour la 3e année consécutive et la 15e fois (contre trois défaites et un match nul) en 19 ans, par le score de 6-3 sur les étoiles de la Ligue nationale. Mike Trout est choisi joueur du match. La vedette des Angels de Los Angeles est le premier à recevoir cette distinction dans deux parties d'étoiles consécutives.

## Déroulement du match
| Ligue américaine | 1 | 0 | 0 | 0 | 2 | 0 | 2 | 1 | 0 | 6 | 7 | 2 |
| Ligue nationale | 0 | 1 | 0 | 0 | 0 | 1 | 0 | 0 | 1 | 3 | 6 | 0 |
| Lanceurs partants : AL : Dallas Keuchel NL : Zack Greinke Vic. : David Price Déf. : Clayton Kershaw HRs : AL : Mike Trout, Brian Dozier NL : Andrew McCutchen |   |   |   |   |   |   |   |   |   |   |   |   |

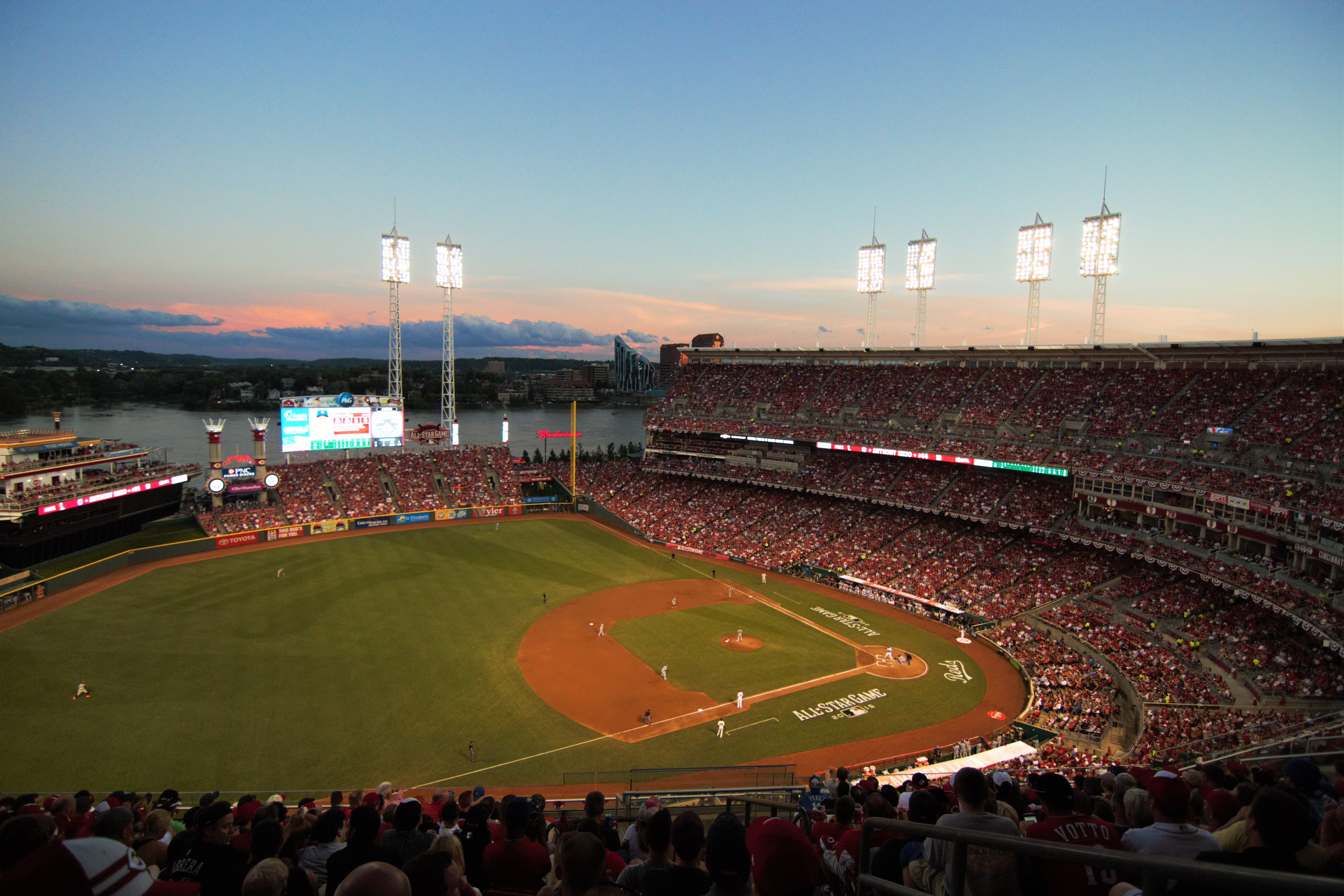
Le match des étoiles 2015 en cours.

Zack Greinke des Dodgers de Los Angeles et Dallas Keuchel des Astros de Houston sont les lanceurs partants des équipes d'étoiles de la Ligue nationale et de la Ligue américaine, respectivement. Le match est joué avec un frappeur désigné pour chaque équipe et c'est Anthony Rizzo des Cubs de Chicago qui remplit ce rôle pour les étoiles de la Ligue nationale.
Le match est remporté 6-3 par les étoiles de la Ligue américaine devant 43 656 spectateurs à Cincinnati.
Mike Trout des Angels de Los Angeles frappe un coup de circuit au champ opposé sur le 4e lancer du match, expédiant dans les gradins du champ droit une offrande de Greinke. Il est le 6e joueur à frapper un circuit en tant que premier frappeur d'un match d'étoiles, et le premier depuis Bo Jackson en 1989.

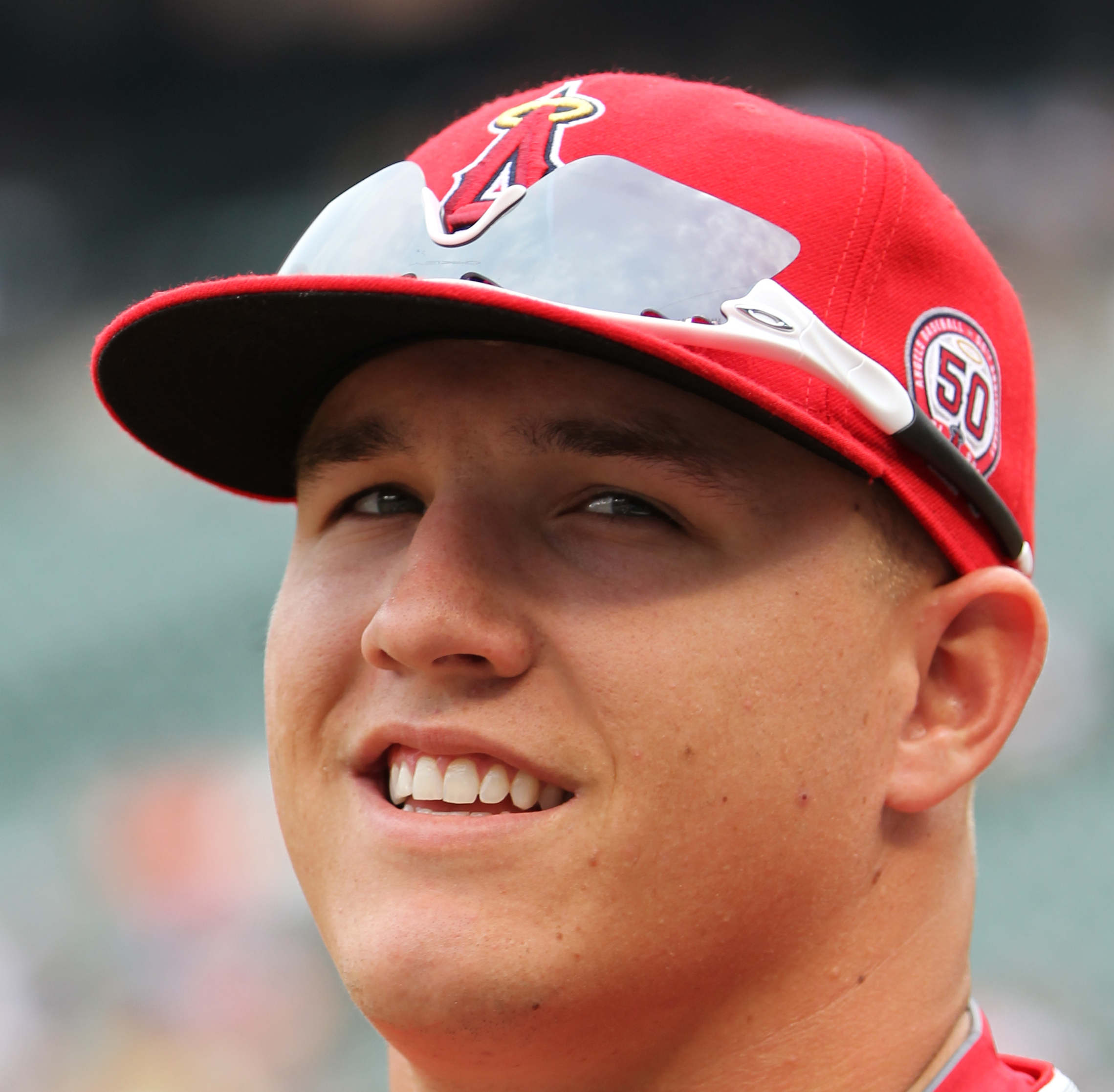
Mike Trout.

Après que la Ligue nationale eut créé l'égalité en fin de deuxième manche sur un simple de Jhonny Peralta des Cardinals de Saint-Louis, la Ligue américaine prend en début de 5e une avance qu'elle n'allait plus perdre. Face à Clayton Kershaw des Dodgers, le lanceur perdant de ce match, Alcides Escobar de Kansas City lance les hostilités avec un simple, puis est remplacé au premier but lorsque Trout frappe dans un optionnel. Ce dernier marque sur un simple de Prince Fielder des Rangers du Texas, tandis qu'Albert Pujols des Angels, qui avait entre-temps soutiré à Kershaw un but-sur-balles, croise le marbre sur le double de Lorenzo Cain des Royals.
Andrew McCutchen, des Pirates de Pittsburgh, claque un circuit en solo à la 6e manche contre le lanceur Chris Archer des Rays de Tampa Bay, réduisant le score à 3-2 pour l'Américaine. Mais cette dernière réplique avec deux points en 7e sur le double de Manny Machado, la jeune vedette des Orioles de Baltimore qui avait raté de peu le circuit à son tour au bâton précédent, et un ballon sacrifice de Fielder, qui récolte son second point produit de la rencontre. C'est Brian Dozier, des Twins du Minnesota, qui assène le coup de grâce en 8e reprise avec un circuit en solo aux dépens de Mark Melancon, des Pirates, portant la marque à 6-2. C'est la première fois depuis 2007 que trois circuits sont frappés dans le match d'étoiles.
La Ligue nationale réplique timidement avec un point en fin de 9e, lorsque le ballon sacrifice de Brandon Crawford des Giants de San Francisco fait marquer Ryan Braun, de Milwaukee. Le gaucher David Price, des Tigers de Détroit, est le lanceur gagnant dans cette victoire de 6-3 de la Ligue américaine, un 3e succès en autant d'années et un 15e (contre trois défaites et un match nul) au cours des 19 dernières éditions de la classique de mi-saison.
Dans la défaite de la Ligue nationale, malgré les 6 points accordés ce sont deux lanceurs qui se démarquent. Le jeune droitier Jacob deGrom des Mets de New York réalise un exploit inédit en retirant sur des prises trois adversaires en seulement 10 lancers. En 6e manche, il évince ainsi rapidement Stephen Vogt, Jason Kipnis et José Iglesias. L'autre est un des favoris de la foule : Aroldis Chapman, le lanceur de relève des Reds de Cincinnati, hôtes de ce match d'étoiles. Le droitier retire sur des prises Brock Holt des Red Sox de Boston, Mike Moustakas des Royals et Mark Teixeira des Yankees de New York, ne décochant que 14 lancers, dont 12 sont chronométrés à au moins 160 km/h, dont deux à 166 km/h contre Moustakas.
Avec un circuit, un but-sur-balles, un point produit et deux points marqués, Mike Trout est nommé joueur du match, tout comme en 2014. Trout est la 5e étoile à être élu joueur du match à deux reprises depuis 1962, première année où le prix fut décerné, après Willie Mays (1963, 1968), Steve Garvey (1974, 1978), Gary Carter (1981, 1984) et Cal Ripken Jr. Du nombre, il est le premier à recevoir la distinction deux années de suite.

## Contexte
C'est la cinquième fois que le match des étoiles est joué sur le terrain des Reds de Cincinnati, l'une des plus anciennes équipes du baseball majeur, après les parties d'étoiles de 1938 et 1953 au Crosley Field, et celles de 1970 et 1988 au Riverfront Stadium. L'événement se tient pour la première fois en 27 ans à Cincinnati et pour la première fois au Great American Ball Park, un stade inauguré en 2003.
Les arbitres en fonction pour le match sont Tim Welke derrière le marbre, Jerry Meals (premier but), Paul Schrieber (deuxième but), Ron Kulpa (troisième but), James Hoye (champ gauche) et Alan Porter (champ droit).

## Effectifs

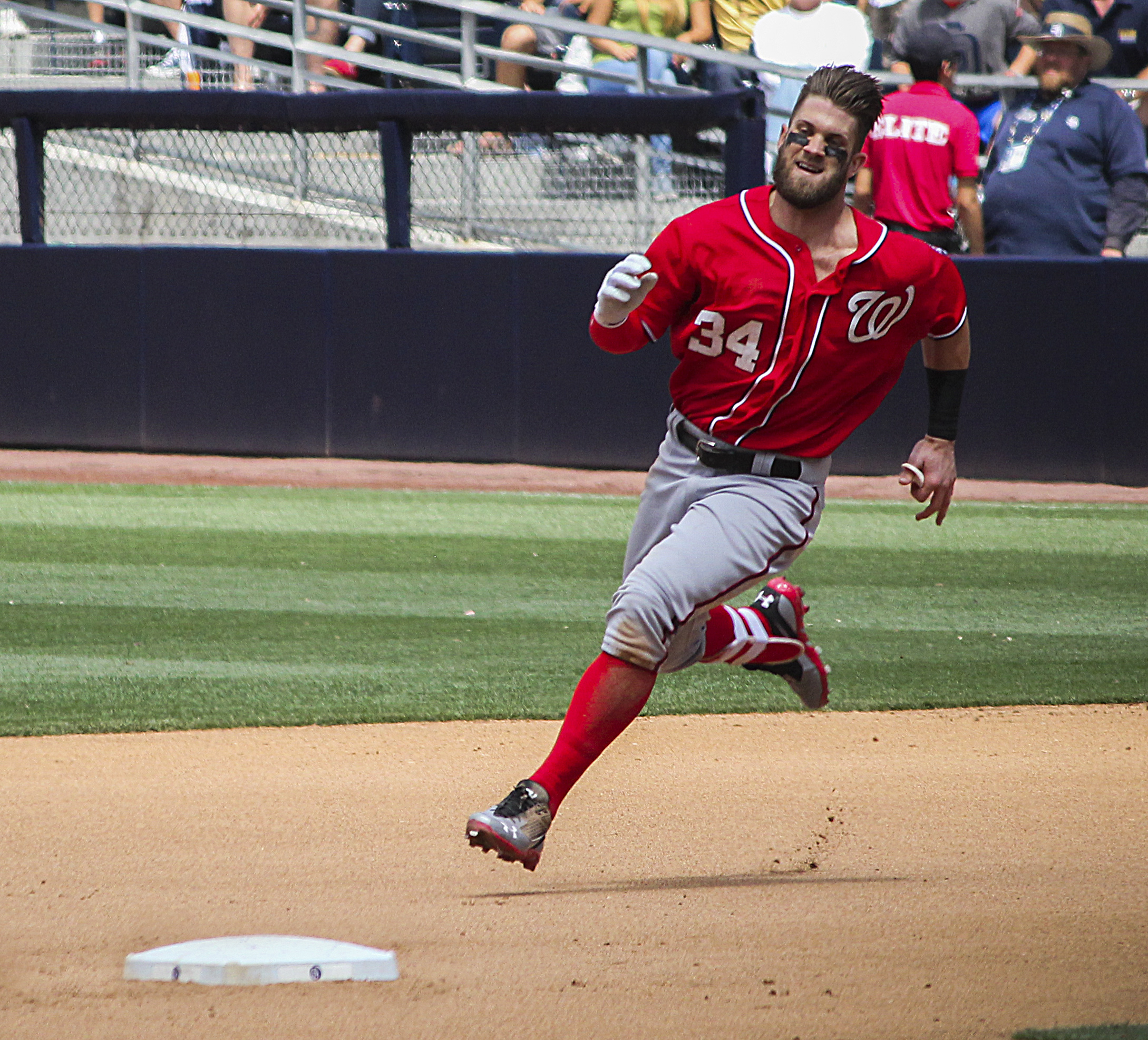
Bryce Harper reçoit un nombre record de votes pour un joueur de la Ligue nationale.

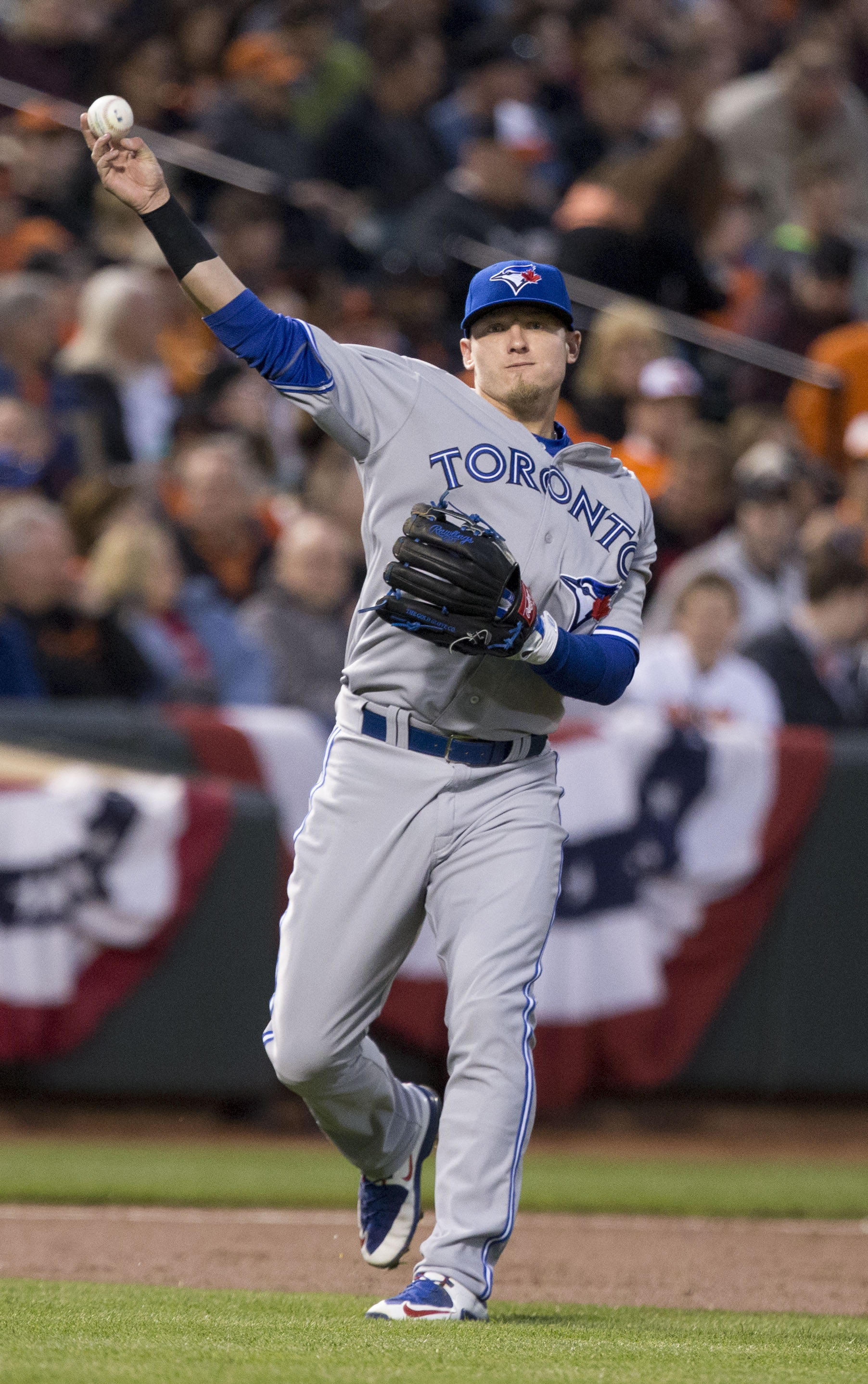
Avec 14090188 voix, Josh Donaldson reçoit un nouveau record de votes pour le match d'étoiles.

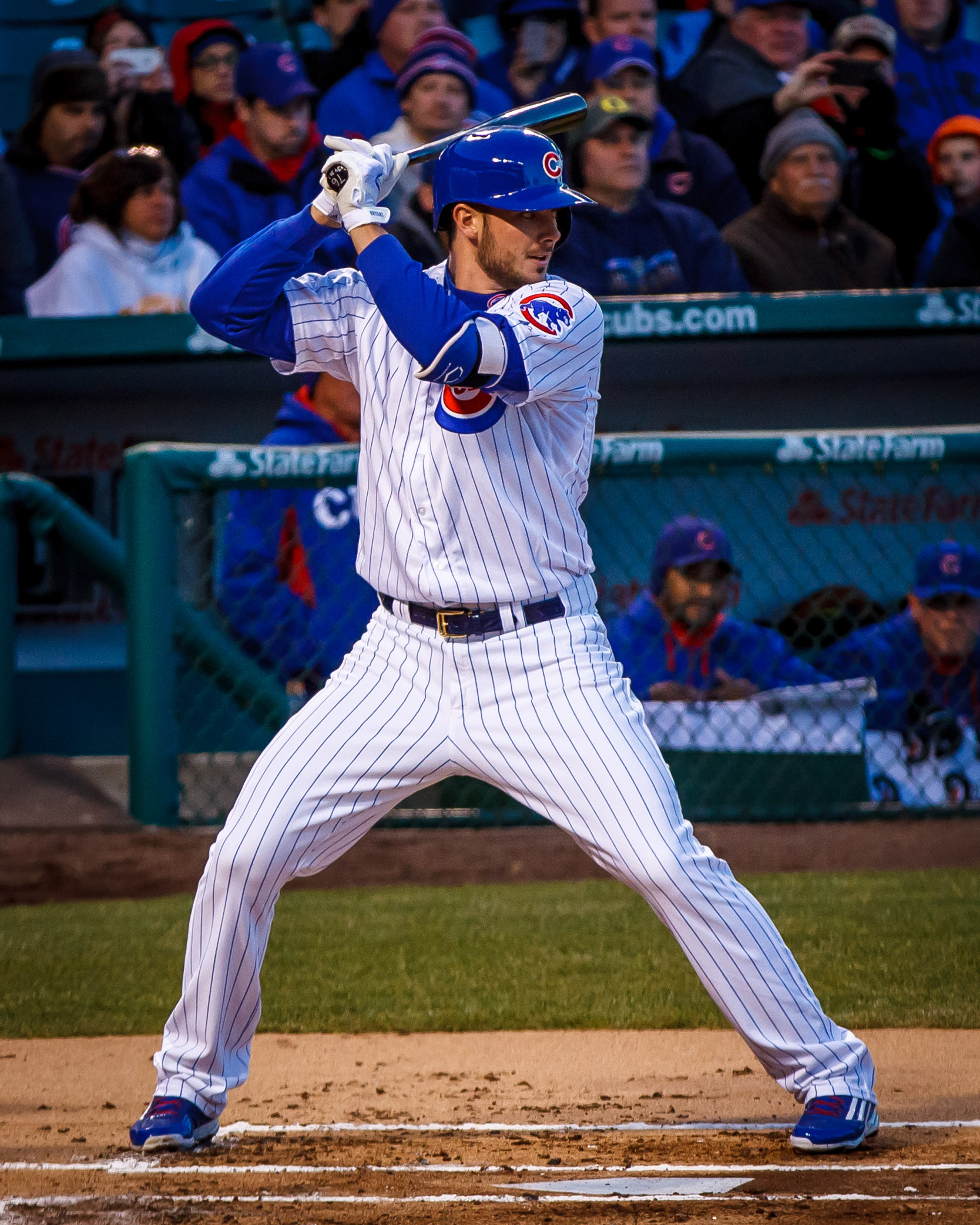
Trois mois après ses débuts dans les majeures, Kris Bryant est au match d'étoiles.

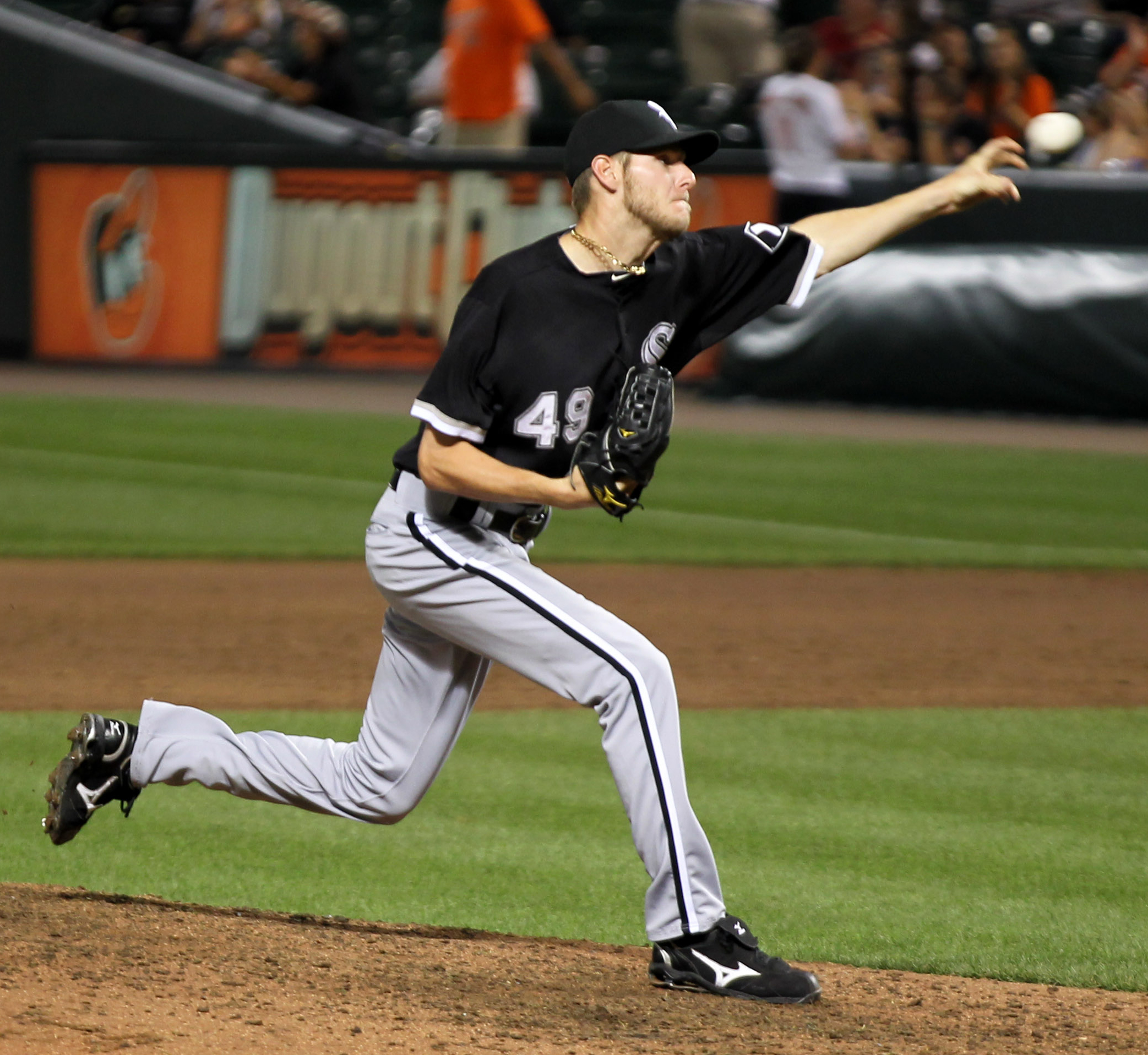
Chris Sale est invité pour la 4e année de suite.

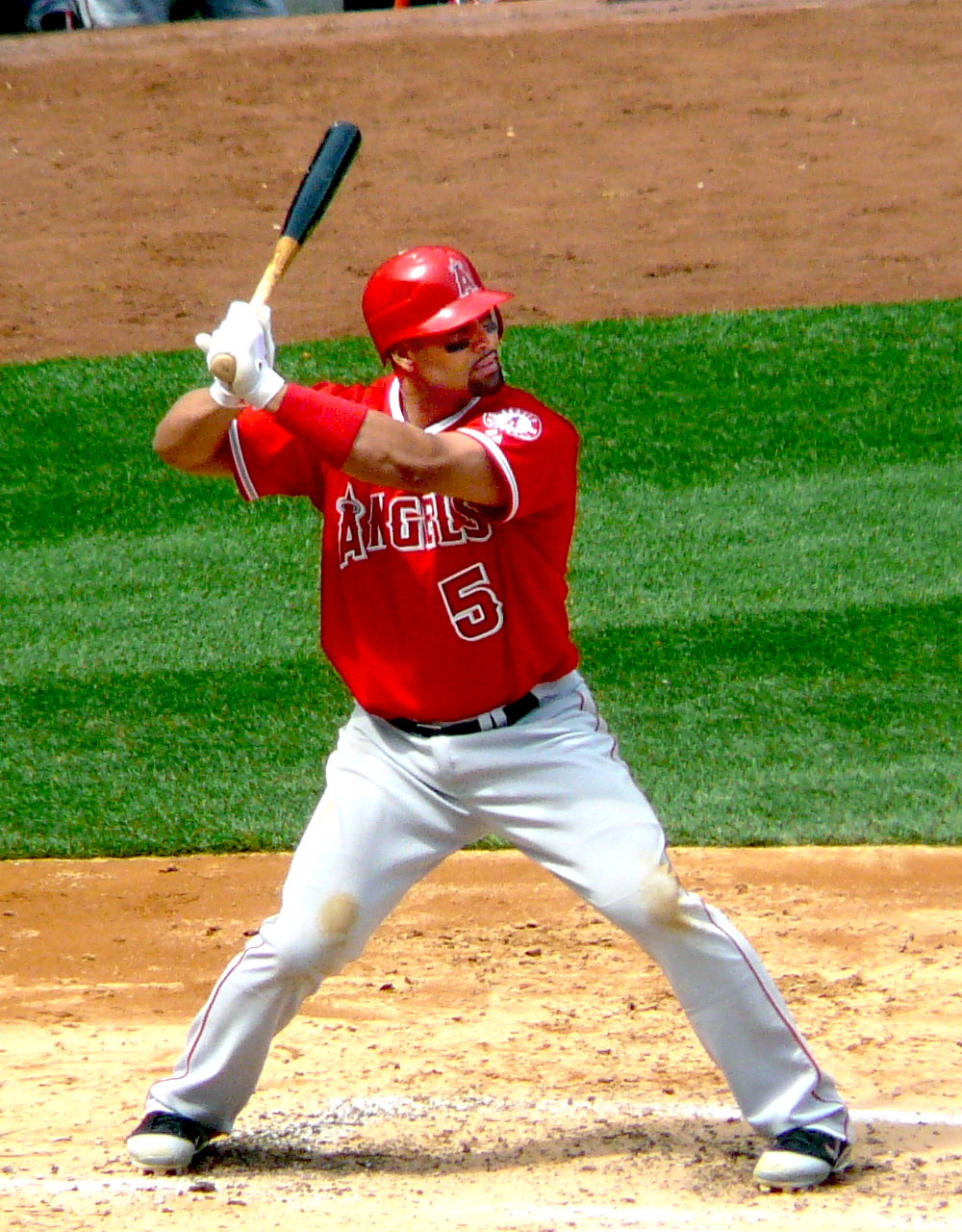
Albert Pujols honore sa 10e sélection, mais sa première comme joueur des Angels.

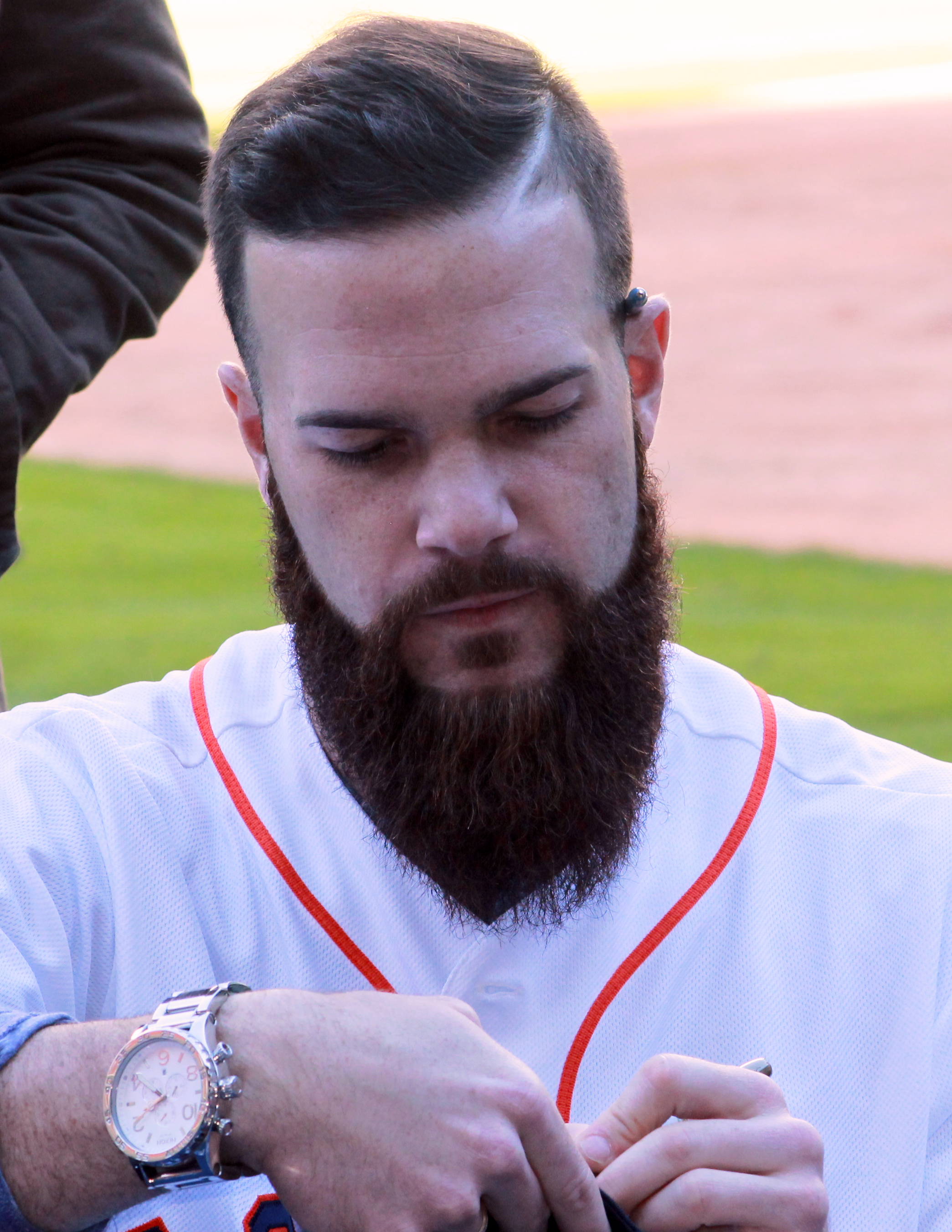
Dallas Keuchel est le lanceur partant des étoiles de la Ligue américaine.

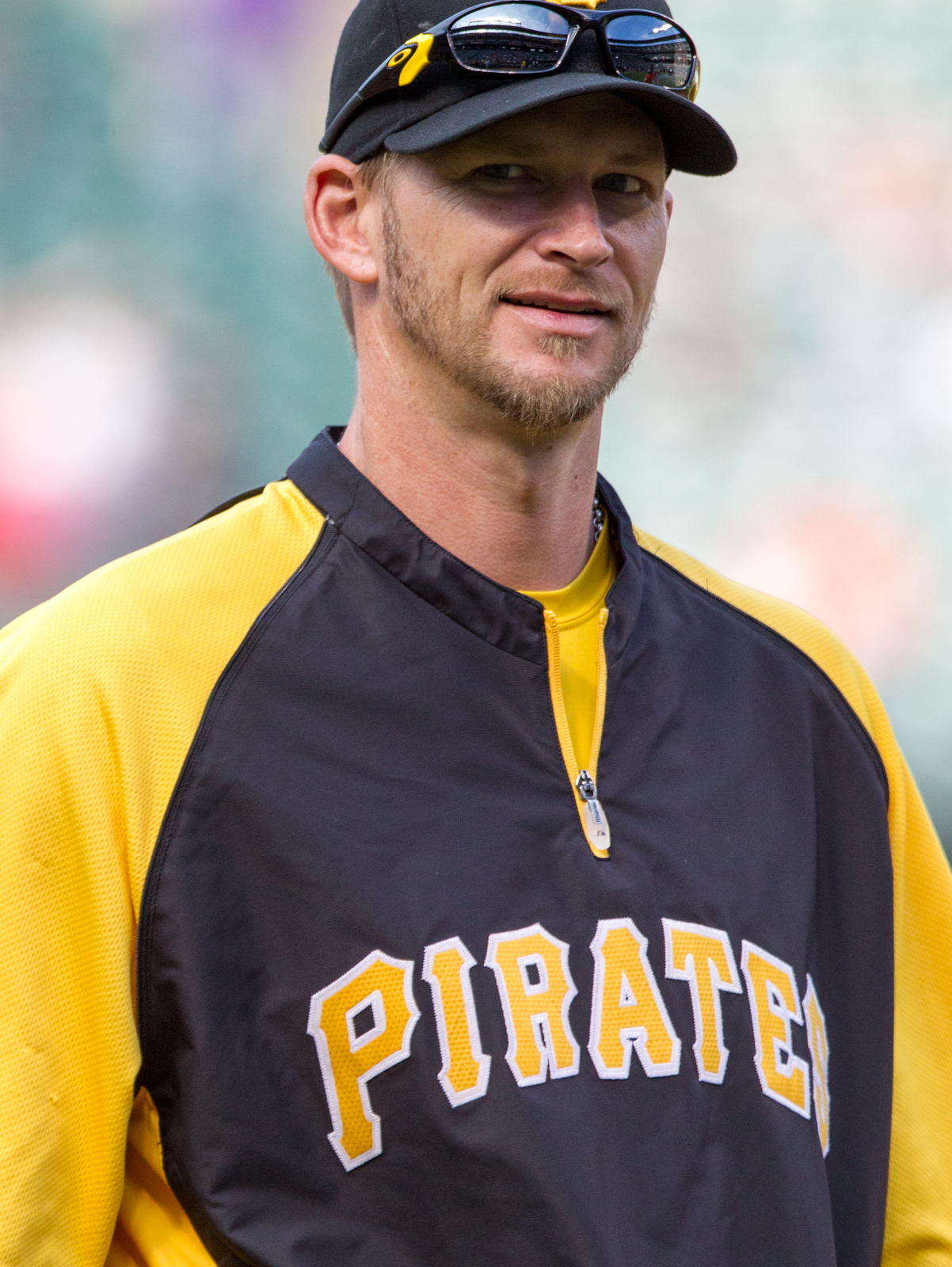
À 38 ans, A. J. Burnett, dont c'est la, est invité à son premier match d'étoiles.

Chaque équipe d'étoiles est composée de 34 joueurs, dont 17 sont sélectionnés par un vote en ligne.

### Ligue nationale
- Manager : Bruce Bochy des Giants de San Francisco, champions du monde en 2014.
- Adjoints : Don Mattingly des Dodgers de Los Angeles et Bryan Price des Reds de Cincinnati[12].

| Alignement partant (voté par le public) | Alignement partant (voté par le public) | Alignement partant (voté par le public) | Alignement partant (voté par le public) |
| Position                                | Joueur                                  | Équipe                                  | Sélections                              |
| --------------------------------------- | --------------------------------------- | --------------------------------------- | --------------------------------------- |
| Receveur                                | Buster Posey                            | Giants de San Francisco                 | 3                                       |
| Premier but                             | Paul Goldschmidt                        | Diamondbacks de l'Arizona               | 3                                       |
| Deuxième but                            | Dee Gordon*                             | Marlins de Miami                        | 2                                       |
| Troisième but                           | Todd Frazier                            | Reds de Cincinnati                      | 2                                       |
| Arrêt court                             | Jhonny Peralta                          | Cardinals de Saint-Louis                | 3                                       |
| Champ extérieur                         | Bryce Harper                            | Nationals de Washington                 | 3                                       |
| Champ extérieur                         | Giancarlo Stanton*                      | Marlins de Miami                        | 3                                       |
| Champ extérieur                         | Matt Holliday*                          | Cardinals de Saint-Louis                | 7                                       |

- Matt Holliday, blessé, est remplacé dans l'équipe d'étoiles par Ryan Braun[15] et par Joc Pederson dans l'alignement partant[3].

| Réserves        | Réserves         | Réserves                  | Réserves   |
| Position        | Joueur           | Équipe                    | Sélections |
| --------------- | ---------------- | ------------------------- | ---------- |
| Receveur        | Yasmani Grandal  | Dodgers de Los Angeles    | 1          |
| Receveur        | Yadier Molina    | Cardinals de Saint-Louis  | 7          |
| Premier but     | Adrian Gonzalez  | Dodgers de Los Angeles    | 5          |
| Premier but     | Anthony Rizzo    | Cubs de Chicago           | 2          |
| Deuxième but    | Joe Panik        | Giants de San Francisco   | 1          |
| Deuxième but    | DJ LeMahieu      | Rockies du Colorado       | 1          |
| Troisième but   | Nolan Arenado    | Rockies du Colorado       | 1          |
| Troisième but   | Kris Bryant      | Cubs de Chicago           | 1          |
| Arrêt-court     | Brandon Crawford | Giants de San Francisco   | 1          |
| Arrêt-court     | Troy Tulowitzki  | Rockies du Colorado       | 5          |
| Champ extérieur | Ryan Braun       | Brewers de Milwaukee      | 6          |
| Champ extérieur | Andrew McCutchen | Pirates de Pittsburgh     | 5          |
| Champ extérieur | Joc Pederson     | Dodgers de Los Angeles    | 1          |
| Champ extérieur | A. J. Pollock    | Diamondbacks de l'Arizona | 1          |
| Champ extérieur | Justin Upton     | Padres de San Diego       | 3          |

- Matt Holliday, blessé, est remplacé par Ryan Braun dans l'équipe d'étoiles[15].

| Lanceurs            | Lanceurs                 | Lanceurs   | Lanceurs |
| Joueur              | Équipe                   | Sélections |          |
| ------------------- | ------------------------ | ---------- | -------- |
| Madison Bumgarner   | Giants de San Francisco  | 3          |          |
| A. J. Burnett       | Pirates de Pittsburgh    | 1          |          |
| Aroldis Chapman     | Reds de Cincinnati       | 4          |          |
| Gerrit Cole         | Pirates de Pittsburgh    | 1          |          |
| Jacob deGrom        | Mets de New York         | 1          |          |
| Zack Greinke        | Dodgers de Los Angeles   | 3          |          |
| Clayton Kershaw     | Dodgers de Los Angeles   | 5          |          |
| Carlos Martínez     | Cardinals de Saint-Louis | 1          |          |
| Mark Melancon       | Pirates de Pittsburgh    | 2          |          |
| Shelby Miller       | Braves d'Atlanta         | 1          |          |
| Jonathan Papelbon   | Phillies de Philadelphie | 6          |          |
| Francisco Rodríguez | Brewers de Milwaukee     | 6          |          |
| Trevor Rosenthal    | Cardinals de Saint-Louis | 1          |          |
| Max Scherzer        | Nationals de Washington  | 3          |          |
| Michael Wacha       | Cardinals de Saint-Louis | 1          |          |

- Clayton Kershaw remplace Max Scherzer, non disponible pour lancer[16].

### Ligue américaine
- Manager : Ned Yost des Royals de Kansas City, champions de la Ligue américaine en 2014.
- Adjoints : A. J. Hinch des Astros de Houston et Lloyd McClendon des Mariners de Seattle[17].

| Alignement partant (voté par le public) | Alignement partant (voté par le public) | Alignement partant (voté par le public) | Alignement partant (voté par le public) |
| Position                                | Joueur                                  | Équipe                                  | Sélections                              |
| --------------------------------------- | --------------------------------------- | --------------------------------------- | --------------------------------------- |
| Receveur                                | Salvador Pérez                          | Royals de Kansas City                   | 3                                       |
| Premier but                             | Miguel Cabrera*                         | Tigers de Détroit                       | 10                                      |
| Deuxième but                            | José Altuve                             | Astros de Houston                       | 3                                       |
| Troisième but                           | Josh Donaldson                          | Blue Jays de Toronto                    | 2                                       |
| Arrêt court                             | Alcides Escobar                         | Royals de Kansas City                   | 1                                       |
| Champ extérieur                         | Mike Trout                              | Angels de Los Angeles                   | 4                                       |
| Champ extérieur                         | Lorenzo Cain                            | Royals de Kansas City                   | 1                                       |
| Champ extérieur                         | Alex Gordon*                            | Royals de Kansas City                   | 3                                       |
| Frappeur désigné                        | Nelson Cruz                             | Mariners de Seattle                     | 4                                       |

- Alex Gordon, blessé, est remplacé dans l'alignement partant par Adam Jones[18], et par Brett Gardner dans l'effectif[19].

| Réserves         | Réserves       | Réserves              | Réserves   |
| Position         | Joueur         | Équipe                | Sélections |
| ---------------- | -------------- | --------------------- | ---------- |
| Receveur         | Russell Martin | Blue Jays de Toronto  | 4          |
| Receveur         | Stephen Vogt   | Athletics d'Oakland   | 1          |
| Premier but      | Albert Pujols* | Angels de Los Angeles | 10         |
| Premier but      | Mark Teixeira* | Yankees de New York   | 3          |
| Deuxième but     | Jason Kipnis   | Indians de Cleveland  | 2          |
| Deuxième but     | Brian Dozier*  | Twins du Minnesota    | 1          |
| Troisième but    | Manny Machado  | Orioles de Baltimore  | 2          |
| Troisième but    | Mike Moustakas | Royals de Kansas City | 1          |
| Arrêt-court      | José Iglesias  | Tigers de Détroit     | 1          |
| Champ extérieur  | Brett Gardner* | Yankees de New York   | 1          |
| Champ extérieur  | Brock Holt     | Red Sox de Boston     | 1          |
| Champ extérieur  | Adam Jones*    | Orioles de Baltimore  | 5          |
| Champ extérieur  | José Bautista* | Blue Jays de Toronto  | 6          |
| Champ extérieur  | J. D. Martinez | Tigers de Détroit     | 1          |
| Frappeur désigné | Prince Fielder | Rangers du Texas      | 6          |

- Alex Gordon, blessé, est remplacé dans l'alignement partant par Adam Jones[18], et par Brett Gardner dans l'effectif[19].

| Lanceurs        | Lanceurs              | Lanceurs   | Lanceurs |
| Joueur          | Équipe                | Sélections |          |
| --------------- | --------------------- | ---------- | -------- |
| Chris Archer    | Rays de Tampa Bay     | 1          |          |
| Dellin Betances | Yankees de New York   | 2          |          |
| Brad Boxberger  | Rays de Tampa Bay     | 1          |          |
| Zach Britton    | Orioles de Baltimore  | 1          |          |
| Wade Davis      | Royals de Kansas City | 1          |          |
| Sonny Gray      | Athletics d'Oakland   | 1          |          |
| Kelvin Herrera  | Royals de Kansas City | 1          |          |
| Félix Hernández | Mariners de Seattle   | 6          |          |
| Dallas Keuchel  | Astros de Houston     | 1          |          |
| Darren O'Day    | Orioles de Baltimore  | 1          |          |
| Glen Perkins    | Twins du Minnesota    | 3          |          |
| David Price     | Tigers de Détroit     | 5          |          |
| Chris Sale      | White Sox de Chicago  | 4          |          |
| Hector Santiago | Angels de Los Angeles | 1          |          |

- Hector Santiago remplace Sonny Gray, non disponible pour lancer[21].

### Vote populaire et alignements partants

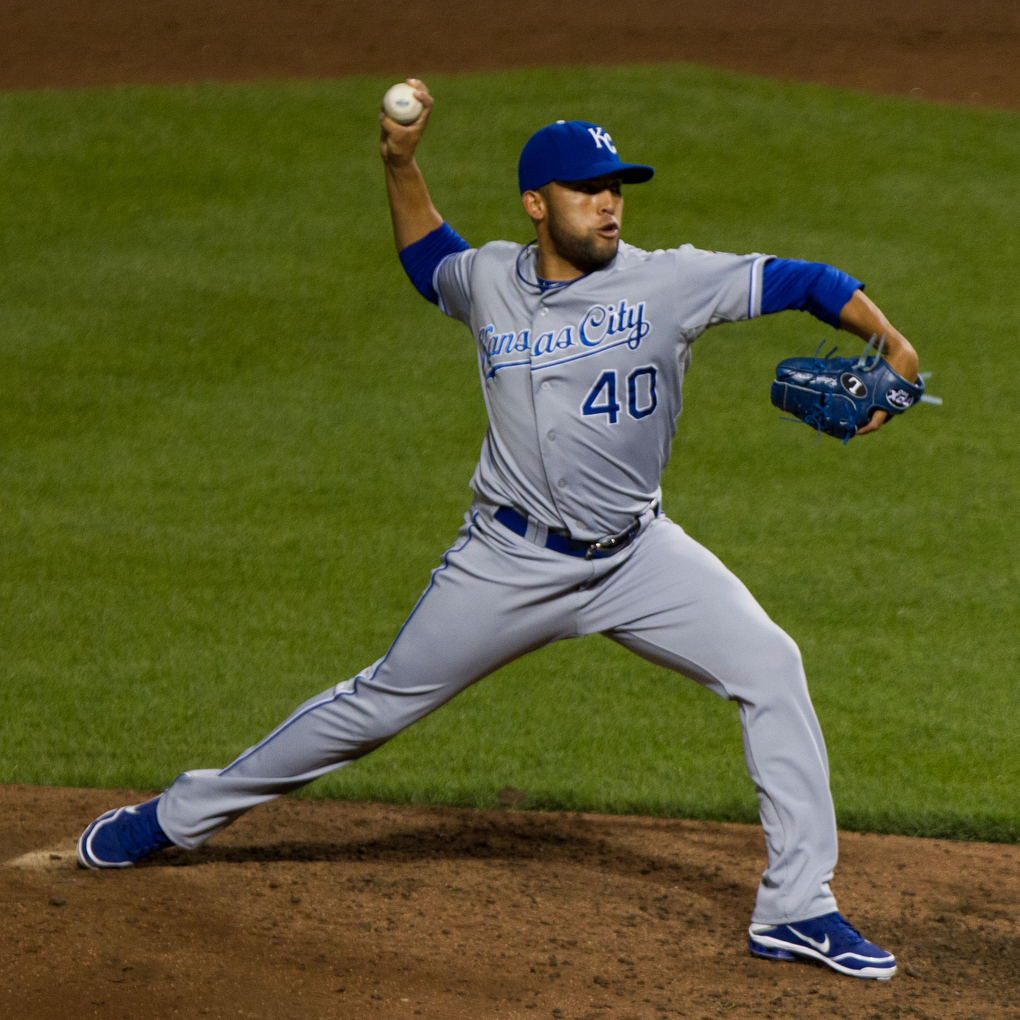
Kelvin Herrera est l'un des 7 représentants des Royals de Kansas City, qui placent 4 joueurs sur l'alignement partant.

Les joueurs qui amorcent le match d'étoiles à chaque position, sauf celle de lanceur, sont choisis par un vote populaire en ligne qui se termine le 2 juillet 2015. Les gagnants du vote populaire sont annoncés le 5 juillet suivant et les joueurs de réserve, incluant les lanceurs, sont nommés le 6 juillet. Ces dernières sélections sont effectuées par les entraîneurs, et selon les résultats d'un sondage tenu auprès des joueurs. Certains joueurs peuvent aussi être nommés pour remplacer ceux qui soignent une blessure et ne peuvent être présents, ou pour remplacer les lanceurs dont le dernier match disputé est trop rapproché de la date du match d'étoiles, les rendant inéligibles pour jouer.
En 2015, c'est Josh Donaldson, le joueur de troisième but des Blue Jays de Toronto, qui reçoit le plus grand nombre de votes au scrutin populaire : 14 090 188 voix, un nouveau record qui éclipse les 11 073 744 votes reçus par Josh Hamilton des Rangers du Texas en 2012. Le deuxième joueur le plus plébiscité est Bryce Harper des Nationals de Washington, dont les 13 864 950 votes représentent un nouveau record pour un représentant de l'équipe d'étoiles de la Ligue nationale. La MLB indique qu'au total ce sont quelque 620 millions de votes qui ont été comptabilisés, abattant facilement le précédent record de 391 millions établis en 2012.
Les semaines précédant l'annonce des résultats est marquée par des rumeurs de fraude électronique, alimentée par une promotion agressive du vote par certains clubs, la relative aisance à contourner le maximum permis de 35 bulletins de vote soumis par adresse électronique, et le fait que certaines e-mails de journalistes sont utilisés à leur insu pour voter.
Lorsque des résultats préliminaires sont annoncés, pas moins de 8 joueurs des Royals de Kansas City mènent le vote à leur position respective, la seule exception sur les 9 positions de la Ligue américaine étant Mike Trout des Angels de Los Angeles, meneur au champ extérieur. Ce nombre inclut le meneur au vote à la position de joueur de deuxième but, Omar Infante des Royals, qui n'a le 15 juin qu'une moyenne au bâton de ,204 et détient la plus basse OPS (,496) de tous les joueurs pour qui il est possible de voter. La MLB annule peu après 65 millions de votes n'ayant pas été enregistrés selon les règles, mais ceux-ci ne ciblent pas directement les gens votant pour des joueurs des Royals. L'annulation de votes se fait tous les ans pour les mêmes raisons et n'est d'ailleurs guère un précédent : en 1957, le commissaire du baseball Ford Frick était intervenu après avoir conclu que la moitié des votes venaient de Cincinnati, rendant les résultats douteux. Après un mois où la pertinence du vote populaire pour sélectionner l'effectif partant est remise en question, Kansas City fait élire 4 joueurs sur 9 positions, et Omar Infante est devancé par José Altuve des Astros de Houston au poste de deuxième but.

### Vote final: deux joueurs supplémentaires
Le « vote final » (All-Star Game Final Vote), créé pour le match d'étoiles de 2002 et répété chaque année depuis, permet aux partisans d'élire deux réservistes supplémentaires, un pour chaque ligue, parmi une liste de finalistes annoncée par la MLB. Le vote se fait par internet, par message texte ou Twitter, dans la semaine précédant la tenue de la partie d'étoiles.
Les finalistes pour ces dernières places dans les effectifs de 2015 sont :
| - Ligue nationale : - Johnny Cueto (lanceur, Reds de Cincinnati) - Jeurys Familia (lanceur, Mets de New York) - Clayton Kershaw (lanceur, Dodgers de Los Angeles) - Carlos Martínez (lanceur, Cardinals de Saint-Louis) - Troy Tulowitzki (arrêt-court, Rockies du Colorado) |  | - Ligue américaine : - Xander Bogaerts (arrêt-court, Red Sox de Boston) - Yoenis Céspedes (champ extérieur, Tigers de Détroit) - Brian Dozier (deuxième but, Twins du Minnesota) - Brett Gardner (champ extérieur, Yankees de New York) - Mike Moustakas (troisième but, Royals de Kansas City) |

Le vote se déroule du 6 au 10 juillet 2015. Le nom de Gardner est retiré du bulletin de vote après qu'il eut été invité à remplacer Alex Gordon dans l'effectif de la Ligue américaine. Le public élit Carlos Martínez et Mike Moustakas. Tulowitzki est par la suite à son tour invité pour remplacer un joueur blessé et Kershaw pour remplacer un lanceur indisponible.

## Autres événements entourant le match des étoiles

### Match des étoiles du futur
Le match des étoiles du futur (All-Star Futures Game), un événement présenté depuis 1999 en marge de la partie d'étoiles, est joué le 12 juillet 2015 à Cincinnati et oppose les meilleurs jeunes joueurs des ligues mineures de baseball partagés en deux équipes : celle des États-Unis et celle des joueurs originaires des autres pays. Deux anciens joueurs des Reds de Cincinnati des années 1970 sont choisis pour diriger ces équipes : Ken Griffey, Sr. pour l'équipe des États-Unis et Tony Pérez pour l'équipe du « Monde ».
L'équipe des États-Unis remporte une 6e victoire en six ans, et une 11e en 17 éditions de l'événement, disposant facilement de l'équipe adverse, 10 à 1. Le match est joué devant 43 661 spectateurs.
Kyle Schwarber, un receveur sous contrat avec les Cubs de Chicago qui est originaire de la région de Cincinnati (Middletown), est élu joueur du match grâce à un triple bon pour deux points réussi en 3e manche. Josh Bell, sous contrat avec les Pirates de Pittsburgh, frappe un coup de circuit de deux points en 4e manche. Michael Conforto (Mets de New York) s'illustre avec deux coups sûrs en autant de passages au bâton et un point marqué.
Pour l'équipe du monde, Ketel Marte (Mariners de Seattle) réussit deux simples et récolte un point produit, mais est retiré au marbre par un relais du voltigeur de gauche Michael Conforto après avoir tenté de marquer du deuxième but.

### Concours de coups de circuit
Le concours de coups de circuit (Home Run Derby) est présenté au Great American Ball Park le lundi 13 juillet 2015.

#### Règlements
Pour cette 30e édition de la compétition (l'une d'entre elles, en 1988, n'a pas été présentée en raison de la météo défavorable), le concours est tenu sous forme de tournoi à élimination directe, mais c'est là l'une des rares similarités avec la nouvelle formule instaurée en 2014. Contrairement à l'année précédente, 8 joueurs (soit 4 représentants de chaque ligue) y sont inscrits au lieu de 10.
La différence principale réside dans l'introduction de temps chronométré. Chaque joueur doit frapper le plus grand nombre de coups de circuit en 5 minutes. Pour la dernière minute, le chronomètre s'arrête chaque fois qu'un circuit est réussi, et repart lorsque le joueur n'en réussit pas. Cela signifie qu'en théorie, un joueur pourrait frapper des circuits en quantité illimitée.

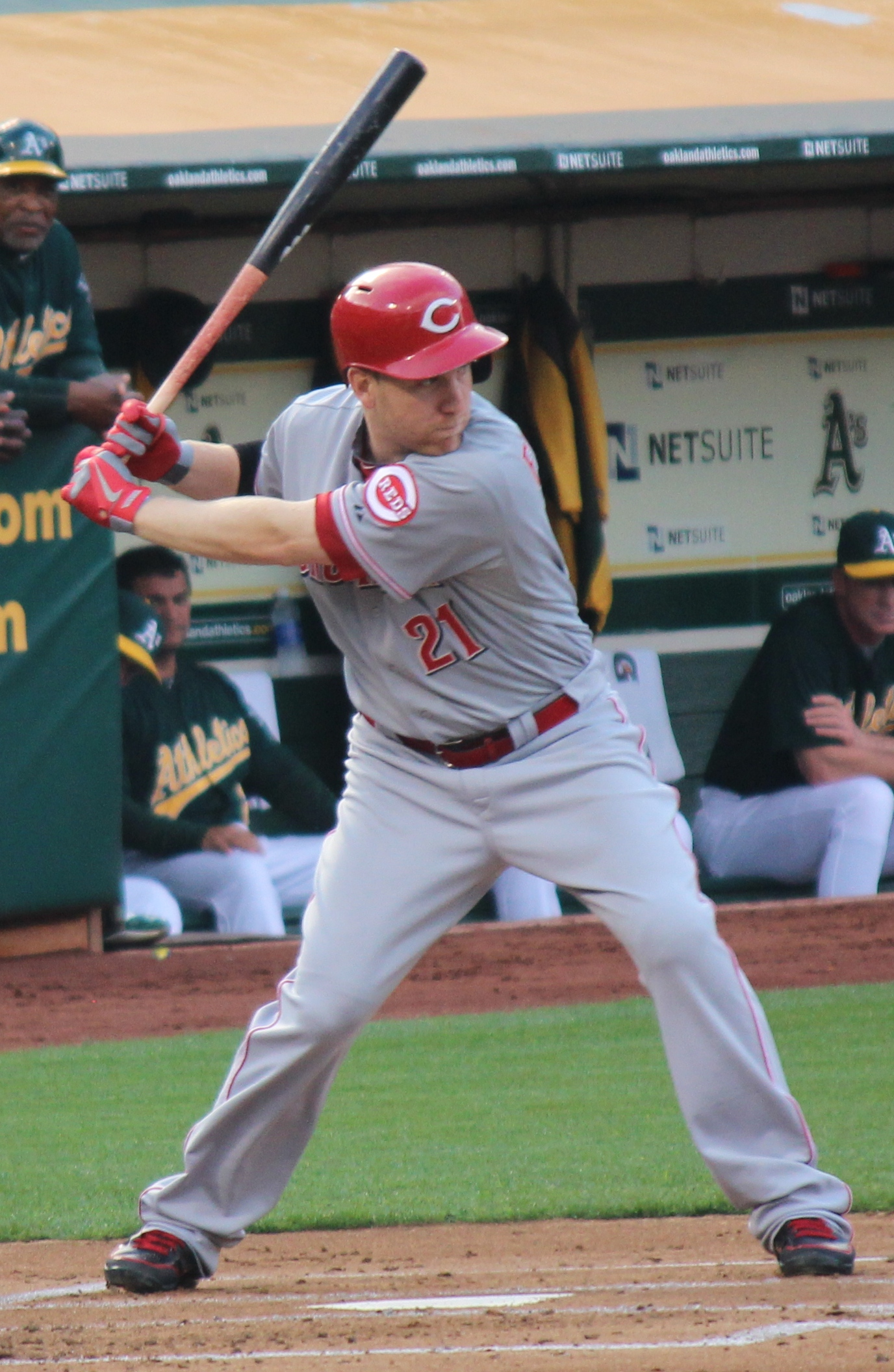
Todd Frazier de l'équipe locale, les Reds de Cincinnati, remporte le concours de coups de circuit.

Les participants sont aussi récompensés pour la longueur des coups frappés : un circuit traversant 475 pieds (1,45 mètre) ou plus est bon pour 30 secondes de temps supplémentaire, et 60 secondes de temps supplémentaires sont ajoutées si deux circuits de 420 pieds (1,28 mètre) ou plus sont réussis. Un joueur peut mériter ces deux bonus, mais ne peut recevoir qu'un maximum de 90 secondes de temps supplémentaire.

#### Tableau
|  | Ronde 1                    | Ronde 1      |                |    | Ronde 2 | Ronde 2 |  |  | Finale | Finale |
|  | Ronde 1                    | Ronde 1      |                |    | Ronde 2 | Ronde 2 |  |  | Finale | Finale |
|  |                            |              |                |    |         |         |  |  |        |        |
|  |                            |              |                |    |         |         |  |  |        |        |
|  |                            |              |                |    |         |         |  |  |        |        |
|  | Albert Pujols (Angels)     | 10           |                |    |         |         |  |  |        |        |
|  | Albert Pujols (Angels)     | 10           |                |    |         |         |  |  |        |        |
|  | Kris Bryant (Cubs)         | 9            |                |    |         |         |  |  |        |        |
|  | Kris Bryant (Cubs)         | 9            | Albert Pujols  | 11 |         |         |  |  |        |        |
|  |                            |              | Albert Pujols  | 11 |         |         |  |  |        |        |
|  |                            | Joc Pederson | 12             |    |         |         |  |  |        |        |
|  | Joc Pederson (Dodgers)     | Joc Pederson | 12             | 13 |         |         |  |  |        |        |
|  | Joc Pederson (Dodgers)     |              |                | 13 |         |         |  |  |        |        |
|  | Manny Machado (Orioles)    | 12           |                |    |         |         |  |  |        |        |
|  | Manny Machado (Orioles)    | 12           | Joc Pederson   | 14 |         |         |  |  |        |        |
|  |                            |              | Joc Pederson   | 14 |         |         |  |  |        |        |
|  |                            | Todd Frazier | 15             |    |         |         |  |  |        |        |
|  | Josh Donaldson (Blue Jays) | Todd Frazier | 15             | 9  |         |         |  |  |        |        |
|  | Josh Donaldson (Blue Jays) |              |                | 9  |         |         |  |  |        |        |
|  | Anthony Rizzo (Cubs)       | 8            |                |    |         |         |  |  |        |        |
|  | Anthony Rizzo (Cubs)       | 8            | Josh Donaldson | 9  |         |         |  |  |        |        |
|  |                            |              | Josh Donaldson | 9  |         |         |  |  |        |        |
|  |                            | Todd Frazier | 10             |    |         |         |  |  |        |        |
|  | Todd Frazier (Reds)        | Todd Frazier | 10             | 14 |         |         |  |  |        |        |
|  | Todd Frazier (Reds)        |              |                | 14 |         |         |  |  |        |        |
|  | Prince Fielder (Rangers)   | 13           |                |    |         |         |  |  |        |        |
|  | Prince Fielder (Rangers)   | 13           |                |    |         |         |  |  |        |        |